# فیلپلاس
فیلپلاس (انگلیسی: Feelplus) شرکت بازی ویدئویی ژاپنی است، که در سال ۱۹۹۲ تأسیس شد.